# AR-57
L'AR-57, noto anche come AR Five-Seven, è una carabina semiautomatica per la difesa personale composta da elementi presi dal fucile AR-15/M16, che spara munizioni 5,7 × 28 mm leggermente riviste rispetto a quelle usate dal FN P90. È stato progettato da AR57 LLC ed è attualmente prodotto dalla AR57 a Kent, Washington, negli USA. Questo modello è anche venduto come un fucile completo, fornito con due caricatori P90 da 50 colpi.
A differenza della configurazione AR-15 standard che utilizza un sistema a sottrazione di gas, l'AR-57 sfrutta una massa battente. Una versione automatica dell'AR-57 è commercializzata come concorrente del P90 e altre PDW